# Chapultenango
Chapultenango é um município do estado de Chiapas, no México. A população do município calculada no censo 2005 era de 7.124 habitantes.
Fica na região noroeste do estado, na área conhecida como Montanhas do Norte. Faz fronteira a leste com o município de Ixhuatán, a nordeste com Solosuchiapa, a noroeste com Pichucalco, ao norte com Ixtacomitán, a oeste com Francisco León e ao sul com os municípios de Ocotepec, Pantepec e Tapalapa.